# Hamdon
Hamdon (hebr. חמדון; arab. حمدون; ang. Hamdon) – wieś beduińska położona w Samorządzie Regionu Misgaw, w Dystrykcie Północnym, w Izraelu.

## Położenie
Hamdon jest położona na wysokości 200 m n.p.m. w północnej części Dolnej Galilei. Leży w niewielkiej dolinie pomiędzy górami Har Hilazon (352 m n.p.m.) i Har Calmon (280 m n.p.m.), na wschodniej krawędzi Doliny Sachnin. Na północy przepływa strumień Kamon. W otoczeniu wsi Hamdon znajdują się miejscowości Maghar i Dejr Channa, kibuc Lotem, moszaw Tefachot, wieś komunalna Ma’ale Cewijja, oraz wsie arabskie Sallama i Chusnija. Na południowy wschód od wsi jest położona wojskowa baza szkoleniowa Calmon, przygotowująca młodzież do służby w Siłach Obronnych Izraela.

### Podział administracyjny
Hamdon jest położona w Samorządzie Regionu Misgaw, w Poddystrykcie Akka, w Dystrykcie Północnym Izraela.

## Demografia
mieszkańcami wsi są Beduini.

## Historia
Pierwotnie w miejscu tym znajdowały się tereny pastwisk koczowniczych plemion beduińskich. W wyniku I wojny izraelsko-arabskiej w 1948 roku cały ten obszar został przyłączony do państwa Izrael. Prowadzona na początku lat 50. XX wieku polityka przymusowego osiedlania plemion koczowniczych, wymusiła na Beduinach zamieszkanie w tym miejscu. Wieś nie była jednak formalnie uznawana przez władze izraelskie aż do 1952 roku. Dopiero od tego momentu była możliwa rozbudowa tutejszej infrastruktury.

## Edukacja
Wieś utrzymuje przedszkole. Starsze dzieci są dowożone do szkoły podstawowej we wsi Sallama.

## Gospodarka
Tutejsi mieszkańcy utrzymują się z upraw oliwek i rolnictwa.

## Transport
Ze wsi wyjeżdża się na północ na drogę nr 804, którą jadąc na północny wschód dojeżdża się do wsi Sallama, lub jadąc na południowy zachód dojeżdża się do skrzyżowania z drogami prowadzącymi do kibucu Lotem i wsie komunalnej Ma’ale Cewijja.